# Вест-Оушен-Сіті (Меріленд)
Вест-Оушен-Сіті (англ. West Ocean City) — переписна місцевість (CDP) в США, в окрузі Вустер штату Меріленд. Населення — 4952 особи (2020).

## Географія
Вест-Оушен-Сіті розташований за координатами 38°20′50″ пн. ш. 75°6′40″ зх. д. / 38.34722° пн. ш. 75.11111° зх. д. (38.347321, -75.111243).  За даними Бюро перепису населення США в 2010 році переписна місцевість мала площу 17,12 км², з яких 9,78 км² — суходіл та 7,34 км² — водойми.

## Демографія
Згідно з переписом 2010 року, у переписній місцевості мешкало 4375 осіб у 1827 домогосподарствах у складі 1227 родин. Густота населення становила 255 осіб/км².  Було 2701 помешкання (158/км²).
Расовий склад населення:
| - 94,8 % — білих - 1,2 % — чорних або афроамериканців - 0,9 % — азіатів - 0,3 % — корінних американців - 0,1 % — вихідців з тихоокеанських островів - 1,0 % — осіб інших рас |

До двох чи більше рас належало 1,6 %. Частка іспаномовних становила 2,9 % від усіх жителів.
За віковим діапазоном населення розподілялося таким чином: 20,6 % — особи молодші 18 років, 58,9 % — особи у віці 18—64 років, 20,5 % — особи у віці 65 років та старші. Медіана віку мешканця становила 46,4 року. На 100 осіб жіночої статі у переписній місцевості припадало 96,4 чоловіків;  на 100 жінок у віці від 18 років та старших — 92,5 чоловіків також старших 18 років.
Середній дохід на одне домашнє господарство  становив 85 509 доларів США (медіана — 52 699), а середній дохід на одну сім'ю — 86 035 доларів (медіана — 69 141). Медіана доходів становила 45 216 доларів для чоловіків та 42 692 долари для жінок. За межею бідності перебувало 9,8 % осіб, у тому числі 12,8 % дітей у віці до 18 років та 3,4 % осіб у віці 65 років та старших.
Цивільне працевлаштоване населення становило 2184 особи. Основні галузі зайнятості: мистецтво, розваги та відпочинок — 37,9 %, науковці, спеціалісти, менеджери — 14,0 %, освіта, охорона здоров'я та соціальна допомога — 11,3 %, роздрібна торгівля — 9,1 %.